# Luisa Baptista
Pour les articles homonymes, voir Baptista.
Luisa Baptista née le 15 juin 1994 à Araras au Brésil est une triathlète professionnelle, triple championne panaméricaine de triathlon .

## Palmarès
Le tableau présente les résultats les plus significatifs (podium) obtenus sur le circuit national et international de triathlon depuis 2014,,.
| Année | Compétition                                          | Pays      | Position          | Temps           |
| ----- | ---------------------------------------------------- | --------- | ----------------- | --------------- |
| 2022  | Championnats panaméricains                           | Uruguay   | Médaille d'or     | 2 h 2 min 18 s  |
| 2022  | GP Extremo Sao Carlo                                 | Brésil    | Médaille d'or     | 3 h 48 min 16 s |
| 2022  | Ironman 70.3 Pucón                                   | Chili     | Médaille d'or     | 4 h 17 min 11 s |
| 2022  | Coupe Panaméricaine - l'étape de Villarrica          | Chili     | Médaille d'or     | 2 h 1 min 1 s   |
| 2022  | Coupe Panaméricaine - l'étape sprint de Viña del Mar | Chili     | Médaille d'or     | 1 h 0 min 50 s  |
| 2021  | Championnats du Brésil de triathlon                  | Brésil    | Médaille d'or     | 2 h 2 min 45 s  |
| 2020  | Coupe Panaméricaine - l'étape sprint de Santos       | Brésil    | Médaille d'or     | 1 h 3 min 38 s  |
| 2020  | Copa Brasilia                                        | Brésil    | Médaille d'or     | 3 h 12 min 47 s |
| 2019  | Jeux panaméricains                                   | Pérou     | Médaille d'argent | 2 h 0 min 55 s  |
| 2019  | Championnat panaméricain en relais mixte             | Mexique   | Médaille d'or     | 1 h 5 min 47 s  |
| 2019  | Coupe Panaméricaine - l'étape sprint de Brasilia     | Brésil    | Médaille d'or     | 59 min 1 s      |
| 2018  | Championnats panaméricains                           | Brésil    | Médaille d'or     | 2 h 4 min 31 s  |
| 2018  | Coupe du monde - l'étape sprint de Salinas           | Équateur  | Médaille d'argent | 58 min 22 s     |
| 2018  | Coupe Panaméricaine - l'étape sprint de Salvador     | Brésil    | Médaille d'or     | 58 min 28 s     |
| 2017  | Coupe Panaméricaine - l'étape sprint de Salinas      | Équateur  | Médaille d'or     | 2 h 6 min 5 s   |
| 2016  | Championnats panaméricains                           | Argentine | Médaille d'or     | 2 h 0 min 26 s  |
| 2016  | Championnats du Brésil de triathlon                  | Brésil    | Médaille d'or     | 2 h 13 min 58 s |
| 2016  | Ironman 70.3 Rio de Janeiro                          | Brésil    | Médaille d'or     | 4 h 29 min 40 s |
| 2016  | Challenge Amazonia                                   | Brésil    | Médaille d'or     | 4 h 23 min 0 s  |
| 2014  | Coupe Panaméricaine - l'étape sprint de Vila Velha   | Brésil    | Médaille d'or     | 1 h 4 min 4 s   |